# 出版バイアス
出版バイアス（publication bias）とは、否定的な結果が出た研究は、肯定的な結果が出た研究に比べて公表されにくいというバイアス（偏り）である。公表バイアスとも言う。単純には、否定的な結果に関する情報が公にならない。根拠に基づく医療（EBM）における科学的根拠が強い根拠とは、個々のランダム化比較試験のデータを結合してメタアナリシスすること、つまりバイアスのないデータのバイアスのない分析結果である。出版バイアスにより、分析結果が異なってくることが問題であり、医学界などの正当性を大きく脅かすものとなり、学術界は出版バイアスの排除に努めるべきである。
治療法の有効性と安全性の誤認は、誤った医療の教育と実践につながり、多くの人々の健康に影響を及ぼす可能性がある。
2004年の抗うつ薬パキシルに関するデータの隠蔽の裁判は、2005年8月世界保健機関による国際的な臨床試験の登録制度であるICTRP（International Clinical Trials Registry Platform）の設立などにつながった。2009年のインフルエンザの流行の警告の陰で、ロシュ社は未公表の試験に基づいて、タミフルが入院リスクを61%、合併症リスクを67%低下させると主張し、アメリカ政府は15億ドル、欧州の政府は10億ユーロを投じて備蓄した。BMJは、完全な臨床試験のデータの公開を促し、2014年にはそれに基づいた分析が、入院や合併症を減少させるという十分な証拠はないことを報告した。

## 概要
単純には、否定的な結果が出た試験が存在するのにもかかわらず、肯定的な結果が出た試験が医学誌で公表されることが繰り返されることによって、ある治療法に関する研究は有効であるという結果が多いという印象を形成してしまう。
pubmedといった公開された医療データベースから、目的の疾患が対象とされており、二重盲検法がとられているなどの基準に沿った試験を集めた後、データを結合して解析を行うメタアナリシスにより、より科学的根拠の強い証拠を導き出すことができる。1992年に、イギリスの保健省（NHS）からはじまったコクラン共同計画は、根拠に基づく政策を行い、成果を上げたかどうかを納税者である国民に説明する説明責任の一環としてはじまり、恣意性を除き広く文献を探しできるだけバイアスを除いたメタアナリシスをシステマティック・レビューとして、各トピックごとに定期的に公開している。
利害関係などの理由で、否定的な結果が出た研究が論文として公表されなかった場合、肯定的な研究が多くなることによって、メタアナリシスによる分析の結果が肯定的なほうへ偏るといった影響が出る。根拠に基づく医療（EBM）は、メタアナリシスされたデータを根拠の強いものとして扱う。治療法の有効性と安全性の誤認は誤った治療に結びつき、大勢の健康に影響を与える。
類義語にお蔵入り問題（file drawer problem）がある。これはメタアナリシスで有意な結果が出たとしても、有意でない研究が研究者の引き出し（file drawer）の中に眠っているだけではないか、という問題のことである。
出版バイアスを減らすための試験登録は1986年にサイムズが言及し、1997年にはFDA近代化法の下、登録制度（ClinicalTrials.gov）ができたが、利用されないことも多く、2004年の抗うつ薬パキシルの不祥事をきっかけに議論が進んだ。すぐに、試験の事前登録がない試験に関する論文を掲載しないという医学雑誌編集者国際委員会の声明がなされ、オタワにて国際的な登録制度の構築するための会議が行われた。2005年8月世界保健機関による国際的な臨床試験の登録制度であるICTRP（International Clinical Trials Registry Platform）の設立や、2007年FDA改正法（FDAAA）における登録の義務付け、同様に最初の被験者を募集する前に登録をするという2008年の世界医師会によるヘルシンキ宣言改訂につながった。

## 未公表試験を探すファンネル・プロット

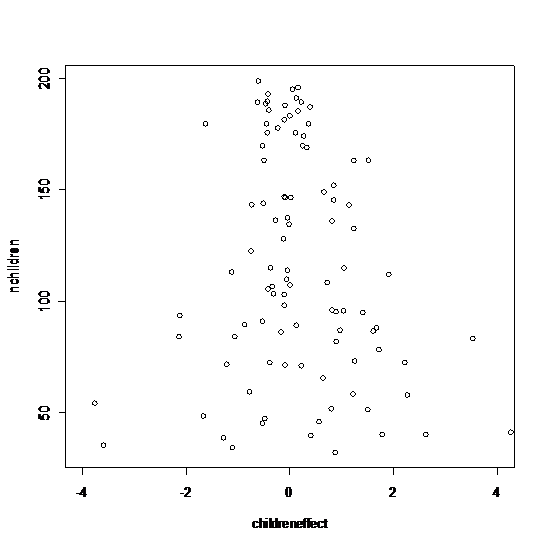
ファンネル・プロットが対照性を保っている。

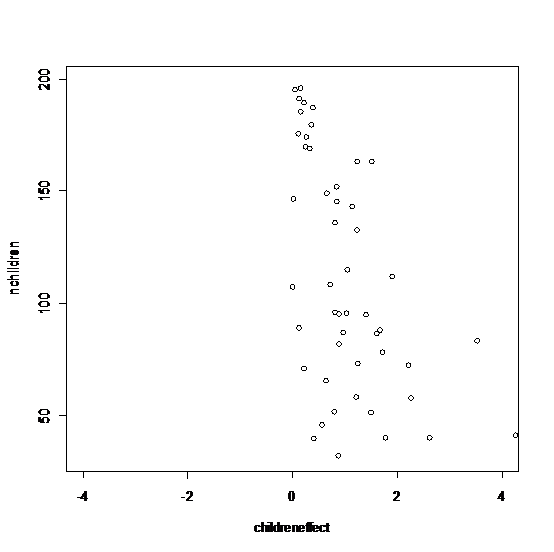
ファンネル・プロットが非対称な場合、出版バイアスがある可能性が高い。

ファンネル・プロット（Funnel plot）を用いることで、公表されている試験が平均的なバランスを持っているかを調査することができる。

## 製薬会社の利害による未公表試験
2004年8月に、グラクソスミスクラインが、同社の抗うつ薬であるパロキセチン（商標名パキシル）に関して、子供での服用で自殺の危険性が高まったという試験の結果を公表しなかったことなどによる裁判の結果、オンラインで全試験結果を公表することで合意した。すぐに、登録されなかった試験は掲載しないという、医学雑誌編集者国際委員会の声明が『米国医師会雑誌』『ニューイングランド・ジャーナル・オブ・メディシン』、『ランセット』といった一流医学誌でなされた。これにより否定的な結果が出て公表されなかったとしても、そうした試験の存在がわかりにくいということがなくなる。先のグラクソスミスクラインの裁判では、他の製薬会社もオンライン公開が期待されたが、それは叶わなかった。
世界保健機関とその関連機関が、グラクソスミスクラインによる未公表試験を含めてメタアナリシスされた結果、パロキセチンの効果は効果全体の17%であり、残りは偽薬効果などであることが明らかになった。

## 情報公開法
出版バイアスを避ける手法の一つに、情報公開法に基づいて、各国の規制機関から薬の認可のために提出された全データを入手しメタアナリシスする方法がある。
2008年に、アービング・カーシュは、4種類の抗うつ薬のFDAに提出された臨床試験のデータを使用し、偽薬の服用でも薬を服用したときの82パーセントの効果があることを見出し、さらにこの効果の差異は、英国国立医療技術評価機構（NICE）が臨床的に有意に差があると判断する差異を下回った。少し条件を変えて同様の結果が再確認され、12種類の抗うつ薬についての試験のデータでメタアナリシスが行われた。論文によって公表された文献は94パーセントが肯定的な結果を示していたが、未公表の試験を含めると51パーセントであった。こうした研究結果は、日本うつ病学会の2012年の診療ガイドラインで、軽症のうつ病には安易に薬物療法を推奨できないとする根拠に用いられることになった。
2008年にグラクソスミスクラインの抗てんかん薬のラモトリギン（商標名ラミクタール）についての、FDAに提出された双極性障害に対する気分安定薬として用いられた未公表の試験では、急性エピソードと急速交代では結果が否定的であった
2010年には、ファイザーの販売している選択的ノルアドレナリン再取り込み阻害剤のレボキセチン（日本未発売）のうつ病に対する治療効果の出版バイアスの影響を調査し、4098人のうち74%にあたる3033人分の未公開データを含めると、偽薬と有効性が等しいが、薬には副作用があるため潜在的に有害であると結論された。

## ロシュ社のタミフル
2009年には、世界保健機関がパンデミックレベル6のインフルエンザ流行の警告をあげ不発に終わったのは、政府や科学者に対する製薬会社による影響があったためである。ロシュは未公表の試験に基づきタミフルが入院リスクを61%、合併症リスクを67%低下させると主張し、このインフルエンザの流行に備えて、アメリカ政府は15億ドル、欧州の政府は10億ユーロを投じてタミフルを備蓄した。後に『イギリス医師会雑誌』（BMJ）はサイトを立ち上げ、ロシュ社に対して完全な臨床試験データを公開するよう促した。
2012年には、コクラン共同計画が日本、アメリカ、欧州の規制機関に提出された臨床試験のデータをシステマティック・レビューし、21時間発症時間が短縮されることと、感染や入院のリスクを低下させるかは結論できないとし、また出版バイアスの可能性を発見した。そして2014年には提出された完全なデータに基づいて、報告は改定された。伴って、コクラン共同計画とBMJは声明を出した。それは、出版バイアスを除外した24,000人以上からの分析からは、オセルタミビル（タミフル）とザナミビル（リレンザ）は、当初の使用の理由である入院や合併症を減少させるという十分な証拠はなく、成人では発症時間を7日から6.3日に減少させ、小児では効果は不明であり、5%に嘔吐・悪心の副作用が生じ、精神医学的な副作用を1%増加させるとし、世界的な備蓄が必要なほどの恩恵があるかどうかの見直しの必要性を報告した。

## 研究登録
2004年の9月に、いくつかの有名な医療雑誌（『ニューイングランド・ジャーナル・オブ・メディシン』、『ランセット』、『アナルズ・オブ・インターナル・メディシン』、『米国医師会雑誌』が含まれる）の編集者は、研究が開始時から公開データベースに登録されていない限りは、もはや製薬企業が支援する薬物研究の結果を発表しないだろうと公表した。その上、Trialsのようないくつかの雑誌は、それらの雑誌における研究プロトコールの公開を後押ししている。